# Detroit Red Wings
Detroit Red Wings je hokejaški klub iz Detroita u američkoj saveznoj državi Michiganu.
Natječe se u NHL ligi od 1932./1933., a franšiza je starija, i važi od 1926. godine. Prije je nastupao pod imenima Detroit Cougars i Detroit Falcons.
Domaće klizalište: 
- Olympia Stadium (1932. – 1979.)
- Joe Louis Arena (od 1979.)

Klupske boje: crvena i bijela

## Uspjesi
- Stanleyev kup 1936., 1937., 1943., 1950., 1952., 1954., 1955., 1997., 1998., 2002., i 2008.
- President's Trophy 1994/95., 1995/96., 2001/02., 2003/04., 2005/06., i 2007/08.

## Poznati igrači i treneri
- Alex Delvecchio         *Sid Abel             *Gordie Howe
- Ted Lindsay             *Terry Sawchuk        *Frank Mahovlich
- Marcel Dionne           *Glen Hall            *Jack Adams
- Scotty Bowman           *Borje Salming        *Darryl Sittler
- Paul Coffey             *Dominik Hasek        *Steve Yzerman
- Mike Vernon             *Brett Hull           *Vladimir Konstantinov
- Brendan Shanahan        *Sergei Fedorov       *Chris Chelios
- Luc Robitaille          *Chris Osgood         *Nicklas Lidstrom
- Igor Larionov           *Bob Probert          *Larry Murphy
- Dino Ciccarelli         *Tomas Holmstrom      *Henrik Zetterberg
- Pavel Datsyuk           *Johan Franzen        *Darren McCarty

## Vanjske poveznice
- Detroit Red Wings